# 김종국 (야구인)
김종국(金鍾國, 1973년 9월 14일 ~ )은 전 KBO 리그 KIA 타이거즈의 내야수이자, 전 KBO 리그 KIA 타이거즈의 돈미새이자 감독이었다.

## 선수 시절

### 해태 타이거즈&KIA 타이거즈시절
고려대학교 체육교육학과를 졸업하고 1996년에 입단하였다. 2루수와 유격수를 주로 맡으나 3루수를 맡은 적도 있다. 통산 2할대 중반의 타율로 타격은 좋은 편이 아니나, 리그 정상급의 빠른 발과 노련미 넘치는 견고한 수비가 인상적인 선수로 2002년 50도루로 도루왕과 2루수 골든글러브를 차지하기도 했으며 2006년 WBC 당시 팀의 고참 선수로서의 역할을 수행해 냈다. 또한 2008년 6월 3일에 통산 네 자릿수 안타를 달성해 이종범과 함께 공로패를 받았다. 2009년에 팀의 우승 멤버 4인방인 그와 장성호, 이종범, 이재주 중 가장 먼저 은퇴했다.

## 야구선수 은퇴 후
KIA 타이거즈의 2군 플레잉코치로 활동하다가 1군으로 승격돼 작전 및 주루코치로 활동했다. 이후 수석코치를 거쳐 2021년 12월 5일에 KIA 타이거즈 감독으로 선임되었지만, 2024년 1월 29일에 배임수재 혐의로 구속영장이 신청됐다는 사실을 파악해 계약 해지되었다. 그의 후임으로 이범호가 선임되었다.

## 별명
- 그는 터보 출신의 가수 김종국과 동명이인이고, 2004년에 김종국이 '한 남자'라는 노래를 내 '한 남자'라고 불렸다. 그리고 끝내기를 많이쳐서 끝내주는 남자라고 한다.

## 출신 학교
- 광주서림초등학교
- 무등중학교
- 광주제일고등학교
- 고려대학교 체육교육학과

## 통산기록
| 연도 | 소속   | 포지션 | 타율  | 경기 | 타수 | 득점 | 안타 | 2루타 | 3루타 | 홈런 | 루타 | 타점 | 도루 | 도실 | 볼넷 | 4구 | 삼진 | 병살 | 실책 | 비고                                             |
| ---- | ------ | ------ | ----- | ---- | ---- | ---- | ---- | ----- | ----- | ---- | ---- | ---- | ---- | ---- | ---- | --- | ---- | ---- | ---- | ------------------------------------------------ |
| 1996 | 해태   | 2루수  | 0.215 | 126  | 428  | 52   | 92   | 21    | 2     | 11   | 150  | 51   | 22   | 4    | 37   | 6   | 104  | 5    | 17   |                                                  |
| 1997 | 해태   | 2루수  | 0.210 | 126  | 371  | 52   | 78   | 15    | 0     | 9    | 120  | 35   | 13   | 4    | 37   | 2   | 74   | 8    | 8    |                                                  |
| 1998 | 해태   | 유격수 | 0.232 | 42   | 125  | 15   | 29   | 2     | 1     | 2    | 39   | 11   | 8    | 2    | 7    | 4   | 21   | 5    | 8    |                                                  |
| 1999 | 해태   | 유격수 | 0.333 | 2    | 3    | 2    | 1    | 0     | 0     | 1    | 4    | 2    | 0    | 0    | 2    | 0   | 1    | 0    | 0    |                                                  |
| 2000 | 해태   | 2루수  | 0.259 | 86   | 228  | 26   | 59   | 11    | 1     | 2    | 78   | 31   | 15   | 4    | 21   | 3   | 42   | 4    | 6    |                                                  |
| 2001 | KIA    | 2루수  | 0.285 | 101  | 361  | 63   | 103  | 15    | 3     | 4    | 136  | 25   | 21   | 12   | 40   | 5   | 56   | 5    | 7    |                                                  |
| 2002 | KIA    | 2루수  | 0.287 | 133  | 527  | 95   | 151  | 26    | 3     | 8    | 207  | 53   | 50   | 9    | 61   | 3   | 116  | 5    | 9    | 부산 아시안 게임 대표 선수, 2루수 골든 글러브 상 |
| 2003 | KIA    | 2루수  | 0.250 | 125  | 464  | 67   | 116  | 23    | 1     | 6    | 159  | 46   | 31   | 11   | 53   | 4   | 67   | 3    | 7    |                                                  |
| 2004 | KIA    | 2루수  | 0.265 | 133  | 491  | 66   | 130  | 20    | 1     | 10   | 182  | 46   | 39   | 8    | 46   | 5   | 81   | 10   | 10   |                                                  |
| 2005 | KIA    | 2루수  | 0.235 | 117  | 374  | 39   | 88   | 15    | 3     | 4    | 121  | 40   | 11   | 5    | 37   | 3   | 68   | 7    | 15   |                                                  |
| 2006 | KIA    | 2루수  | 0.226 | 111  | 323  | 35   | 73   | 17    | 1     | 1    | 95   | 26   | 16   | 5    | 25   | 3   | 59   | 6    | 7    | 월드 베이스볼 클래식 대표 선수                   |
| 2007 | KIA    | 유격수 | 0.240 | 93   | 288  | 47   | 69   | 13    | 0     | 6    | 100  | 28   | 13   | 3    | 40   | 6   | 39   | 13   | 10   |                                                  |
| 2008 | KIA    | 2루수  | 0.233 | 113  | 300  | 33   | 70   | 16    | 3     | 1    | 95   | 26   | 13   | 3    | 33   | 2   | 57   | 5    | 4    |                                                  |
| 2009 | KIA    | 2루수  | 0.250 | 51   | 108  | 12   | 27   | 4     | 0     | 1    | 34   | 9    | 2    | 0    | 10   | 0   | 12   | 1    | 4    |                                                  |
| 통산 | 14시즌 | 내야수 | 0.247 | 1359 | 4391 | 604  | 1086 | 198   | 19    | 66   | 1520 | 429  | 254  | 70   | 449  | 46  | 797  | 77   | 112  |                                                  |